# یواس‌اس وتستون (ال‌اس‌دی-۲۷)
یواس‌اس وتستون (ال‌اس‌دی-۲۷) (به انگلیسی: USS Whetstone (LSD-27)) یک کشتی بود که طول آن 457 ft 9 in (139.5 m) overall بود. این کشتی در سال ۱۹۴۵ ساخته شد.